# Henry Viscardi
Henry Viscardi junior (ur. 1911, zm. 13 kwietnia 2004 w Roslyn) – amerykański działacz środowiska niepełnosprawnych.
Był inicjatorem wielu programów, mających na celu uświadomienie społeczne możliwości osób niepełnosprawnych. Powołał do życia m.in. National Center for Disability Services.
Jako uznany autorytet przez około 40 lat był doradcą prezydentów amerykańskich (od F. Roosevelta do Cartera) ds. problematyki osób niepełnosprawnych. Autor kilku książek, m.in. Give Us The Tools (1959).